# Masse modale
 (juillet 2025).
Si vous disposez d'ouvrages ou d'articles de référence ou si vous connaissez des sites web de qualité traitant du thème abordé ici, merci de compléter l'article en donnant les références utiles à sa vérifiabilité et en les liant à la section « Notes et références ».
Dans l'étude des vibrations, la masse modale est, pour un mode de déformation donné d'un objet, la masse qui se déplacerait à la même fréquence que l'objet en vibration si elle faisait partie d'un système masse-ressort.

## Définition
La vibration d'une pièce peut se décomposer en mode de déformation élémentaires ; on parle de décomposition en harmoniques. Les images ci-dessous montrent quelques modes de déformation d'une peau de tambour.

Mode k = 0, p = 1
Mode k = 0, p = 2
Mode k = 1, p = 2

Système masse-ressort oscillant.

D'un point de vue de la dynamique, chaque mode i peut se représenter par un système masse-ressort (avec ou sans amortissement) : le système masse-ressort équivalent suit la même loi de comportement que la pièce que l'on étudie, et en particulier, il a la même fréquence propre.
La raideur du ressort équivalent k est la raideur de la pièce étudiée pour le même mode de déformation ; on peut l'obtenir avec un essai mécanique simple (traction, flexion) ou par calcul par éléments finis. La masse équivalente est alors la masse donnant au système masse-ressort la même fréquence que la fréquence du mode i considéré de la pièce
Cette masse équivalente mi est appelée masse modale.
On peut la voir comme la quantité de matière de la pièce qui contribue à la vibration, puisque certaines parties de la pièce se déplacent beaucoup et d'autres peu.